# Ulysses G. Weatherly
Ulysses Grant Weatherly (* 2. April 1865 in West Newton, Indiana; † 18. Juli 1940 in Cortland, New York) war ein US-amerikanischer Soziologe und 13. Präsident der American Sociological Association.
Weatherly studierte Geschichte und Politikwissenschaft an der Cornell University, wo er 1894 zum Ph.D. promoviert wurde. Vorher hatte er Auslandssemester an der Universität Heidelberg und der Universität Leipzig absolviert. Nach kurzer Tätigkeit an einer High School in Philadelphia wurde Weatherly erst Assistenzprofessor und ab 1899 Professor für Wirtschaftswissenschaft und Soziologie an der Indiana University. In dieser Position blieb er bis zu seiner Emeritierung 1935.
Zusammen mit Robert Ezra Park unternahm er eine Forschungsreise in die Karibik und untersuchte das Verhältnis der Ethnien zueinander. Daraus resultierten seine wichtigsten wissenschaftlichen Veröffentlichungen.
1923 amtierte er als Präsident der American Sociological Association.

## Schriften (Auswahl)
- Race and Marriage, in: American Journal of Sociology, 15/4, 1910, S. 433–453.
- The Racial Element in Social Assimilation, in: American Journal of Sociology, 16/5, 1911, S. 593–612.
- The West Indies as a Sociological Laboratory, in: American Journal of Sociology, 29/3, 1923, S. 290–304.
- Haiti: An Experiment in Pragmatism, in: American Journal of Sociology, 32/3, 1926, S. 353–366.
- Social Progress. Studies in the Dynamics of Social Change, 1927